# 灌丛蝇子草
灌丛蝇子草（学名：Silene dumetosa）是石竹科蝇子草属的植物，为中国的特有植物。分布于中国大陆的云南等地，生长于海拔3,950米的地区，多生长于杜鹃灌丛中沙地，目前尚未由人工引种栽培。